# 须弥千里光
须弥千里光（学名：Senecio kumaonensis）为菊科千里光属下的一个种。其种加词“kimberleyensis”意为“印度库马盎（Kumaon (कुमाऊं) division）的”。
其特殊的外表也為它添了別名：Tant•zerchen。
现接受名为须弥合耳菊（Synotis penninervis (H.Koyama) T.J.Tong, M.Tang, C.Ren & Q.E.Yang, 2017）。